# Spanheimer

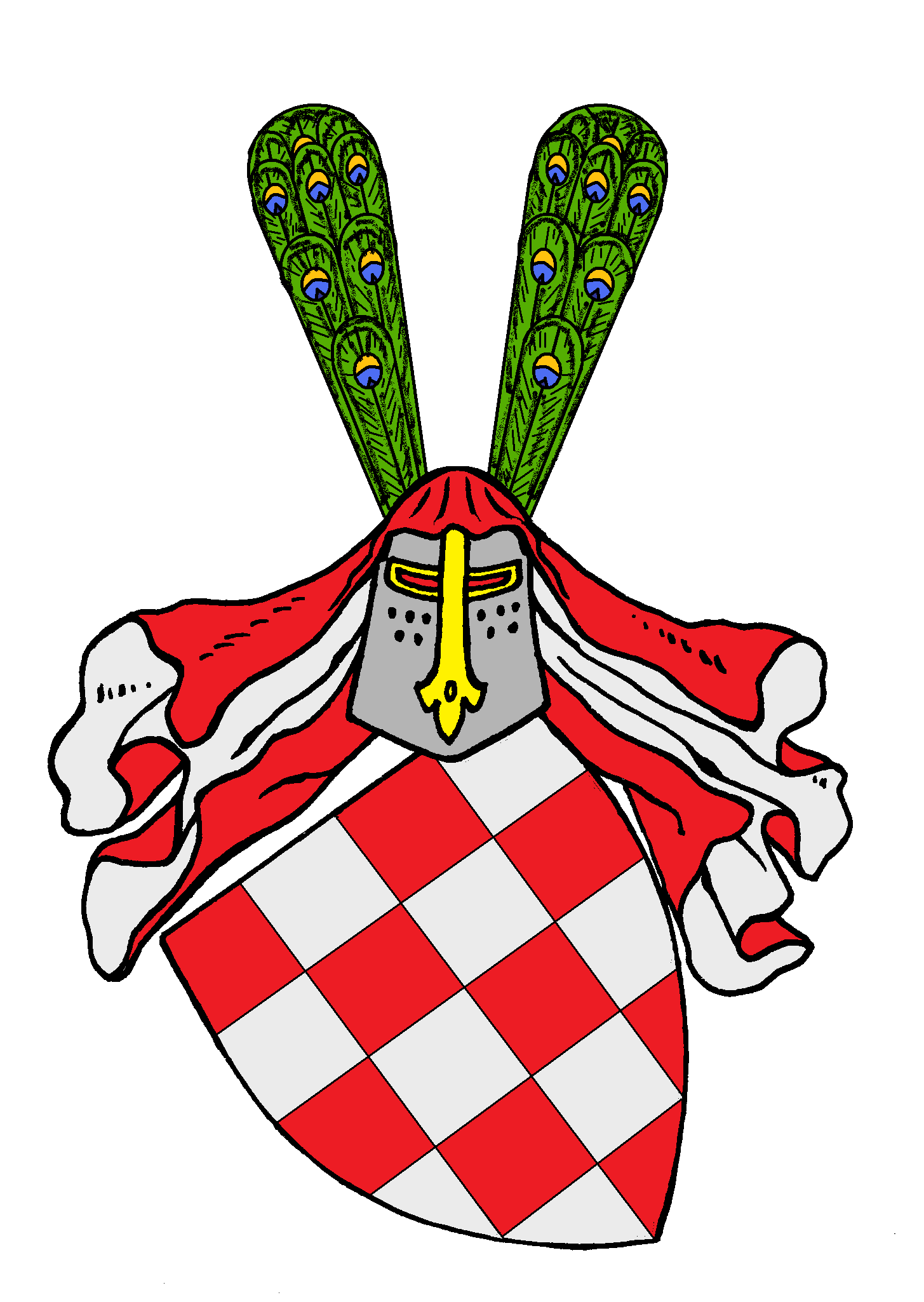
Wappen des Geschlechts der Spanheimer und der Grafschaft Sponheim

Wappen der Linie Sponheim-Kreuznach und der Vorderen Grafschaft Sponheim

Die Spanheimer, auch Sponheimer, waren ein Dynastengeschlecht, das aus Rheinfranken stammte. Der Name geht zurück auf die heute im Landkreis Bad Kreuznach gelegene Burg Sponheim.

## Geschichte

### Übersicht

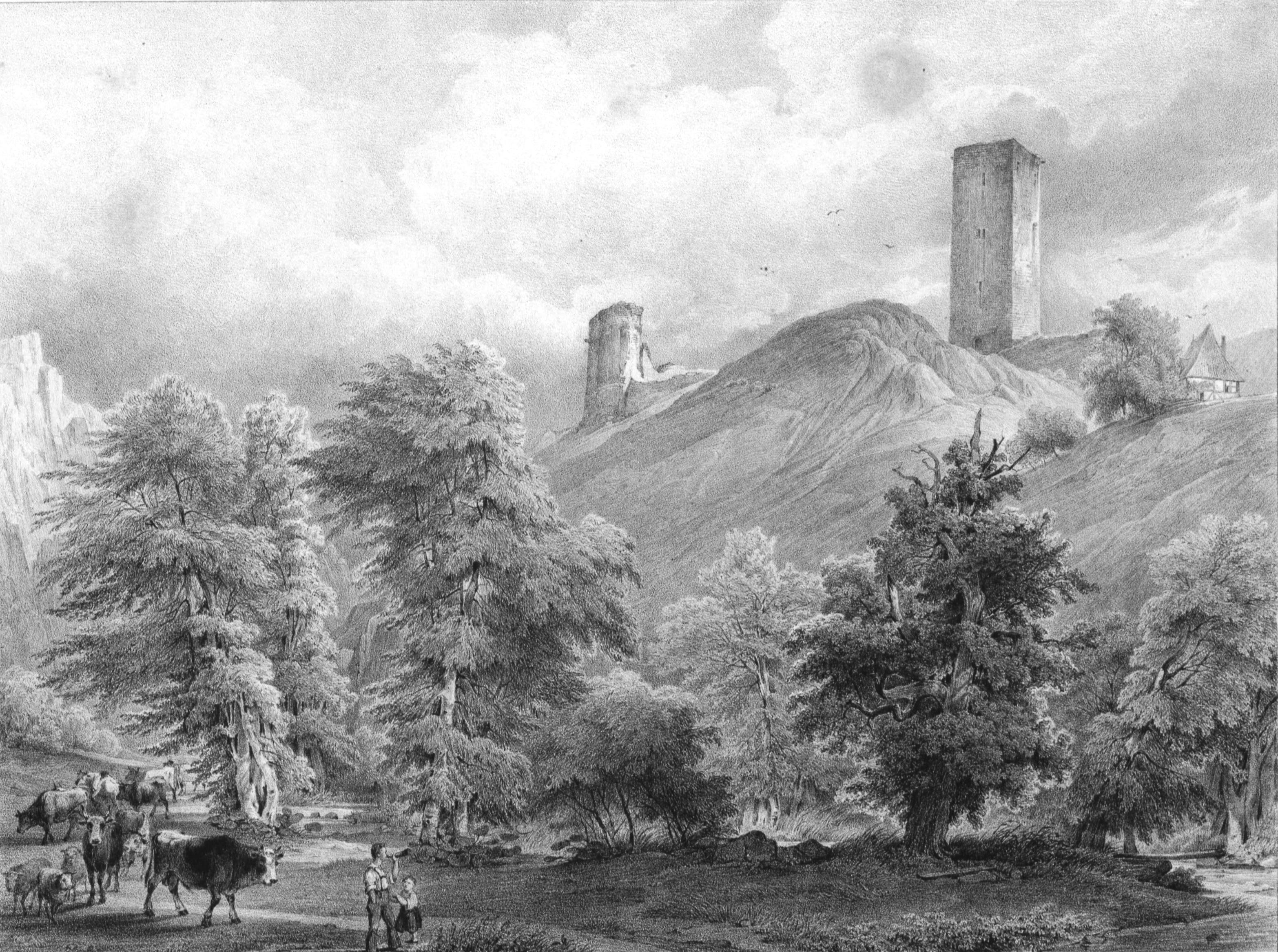
Burg Sponheim, Stammsitz des Hauses Sponheim

Nach dem Aussterben der Eppensteiner 1122 ging die Herzogswürde in Kärnten an die Spanheimer über, die bis 1269 dort regierten. Nominell verblieben sie bis 1279 Herzöge von Kärnten. Zur Zeit der größten Ausdehnung der Besitzungen des Spanheimer Gesamthauses um das Jahr 1151 erstreckten sich diese neben den Ursprungsgebieten um Sponheim an der Nahe von Istrien und Venetien über Tirol und Kärnten und den Osten Bayerns bis hinauf nach Tirschenreuth in der Oberpfalz; es umfasste die Grafschaft Sponheim, das Herzogtum Kärnten, die Markgrafschaft Verona, die Grafschaft im Lavanttal, die Grafschaft Lebenau, die Grafschaft Kraiburg-Marquartstein sowie die Grafschaft Ortenburg.
Ein Teil der Familie blieb in Sponheim. Das dortige Grafengeschlecht starb jedoch im 15. Jahrhundert in der Hauptlinie aus. Die rheinischen Grafen von Sponheim vererbten die Grafschaft Sponheim durch weibliche Linien an Verwandte.
Seitenzweige der Spanheimer wurden zu weiteren einflussreichen und geschichtsträchtigen Geschlechtern, so die Grafen von Lebenau (bis 1229), die bayerischen Reichsgrafen von Ortenburg, denen 1209 die Pfalzgrafenwürde von Bayern, das zweitwichtigste Amt im Herzogtum Bayern, verliehen wurde, das sie bis 1248 innehatten. Ein weiterer Seitenzweig der Grafen von Sponheim beerbte 1246/47 die Grafen von Sayn sowie 1361 die Grafen von Wittgenstein und stiftete damit das gräfliche, ab Ende des 18. Jahrhunderts fürstliche Haus Sayn-Wittgenstein, das – ebenso wie die Ortenburger – bis 1806 reichsunmittelbar regierte und ebenfalls noch existiert.

#### Bekannte Wappen des Hauses
Das Stammwappen der Spanheimer ist ein von Silber und Rot ungezählt geschachter Schild.
Der Seitenzweig der Ortenburger führte als Familienwappen einen silbernen Wechselzinnenbalken auf rotem Grund.
Der pfalzgräfliche Seitenzweig der Ortenburger führte einen blauen, feuerspeienden Panther auf silbernem Grund als Wappen.
Der Zweig, der von 1122 bis 1279 (nominell bis 1269) die Herzöge von Kärnten stellte, führte in seiner Hauptlinie bis 1246 einen schwarzen Panther auf silbernem Grund (bzw. als Pelzstücke: in schwarzem Zobel auf Hermelin). Da 1246 das babenbergische Erbe (Österreich) freigeworden war, wurde, um den Erbanspruch zu unterstreichen, ein neues Wappen angenommen: ein golden-rot gespaltener Schild, darin vorn der babenbergische Löwe in seiner Dreizahl (Wappen der babenbergischen Linie Mödling), hinten der halbe österreichische Bindenschild; die Helmzier: ein Pfauenstoß, ging dabei auf das österreichische Wappen zurück. Der Schild wurde bei der Übernahme Kärntens durch die Meinhardiner von diesen übernommen, wie er auch heute noch vom Land Kärnten (im großen Wappen, mit Helm, allerdings mit anderer Helmzier, wie sie seit 1363 besteht) geführt wird.

### Ursprung
Siegfried I. von Spanheim († 1065), der erste urkundlich nachweisbare Spanheimer, kam im Gefolge des Salier-Kaisers Konrad II. aus Rheinfranken nach Kärnten. Durch Heirat mit der Sieghardinger Erbtochter Richgard von Lavant († 1072) kam er zu reichen Besitzungen in Tirol und Kärnten (Gegend von St. Veit, Lavanttal, Gegend von Klagenfurt, Vogtei St. Georgen) sowie in den südöstlichen Marken (Marburg, Drau, Sann, Friaul). 1045 erlangte er durch König Heinrich III. das Markgrafenrecht für die Ungarnmark, welches er nur kurz innehatte. Siegfried wird bisher als Spitzenahn (Stammvater) der Spanheimer in Kärnten und Bayern angesehen. Seine direkten Vorfahren sind aus Mangel an Quellen nicht mehr feststellbar. Es lassen sich aber seine verwandtschaftlichen Beziehungen mit den Zeisolf-Wolframen, den Grafen im Königssondergau und dem verbleibenden Zweig der Spanheimer im Rheinland nachweisen.

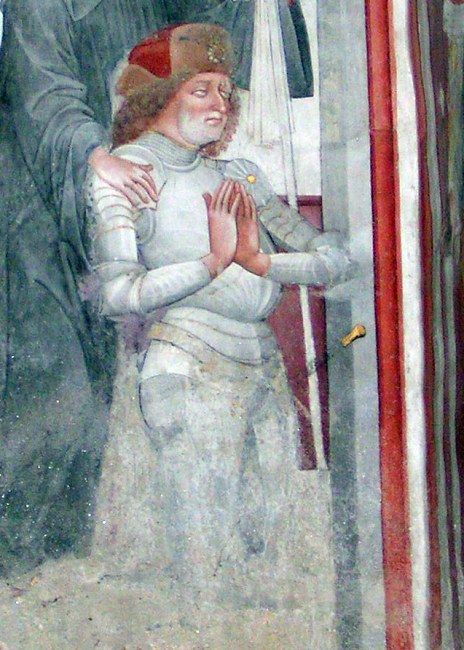
Graf Engelbert I. von Spanheim als Stifter des Klosters St. Paul im Lavanttal

Seine beiden Söhne Engelbert I. und Hartwig gründeten 1091 das Stift St. Paul im Lavanttal als geistliches Zentrum in der Burg der Mutter. Engelbert I. gelang es unter anderem erneut den Titel eines Markgrafen zu erlangen, 1090 wurde er zum Markgrafen von Istrien ernannt. Infolge des Investiturstreits 1091 wurde er jedoch der Grafschaft im Pustertal durch Erlass des Kaisers Heinrich IV. enthoben, welcher sie anschließend dem Hochstift Brixen stiftete. Engelberts jüngster Sohn Heinrich erlangte 1122 die Herzogswürde in Kärnten. Durch Engelberts Sohn Siegfried I. von Lebenau – er begründete die Grafschaft Lebenau im Salzburger Raum – und seinen Enkel Rapoto I., Gründer der Grafschaft Ortenburg, festigte das Spanheimer Haus seine Stellung, neben Tirol und Kärnten, auch im Herzogtum Bayern.

### Herzogliches und Markgräfliches Haus

Wappen der Herzöge von Kärnten aus dem Hause Spanheim, wie es von diesen in ihrer regierenden Hauptlinie seit 1246 (vorher ein schwarzer Panther auf silbernem Grund) geführt und von ihren Nachfolgern in der Kärntner Herzogswürde, den Meinhardinern, übernommen wurde

Nach dem Tod des Herzogs Heinrich III., aus dem Hause der Eppensteiner, und dem damit verbundenen Aussterben seines Adelsgeschlechtes erlangte dessen Patenkind Heinrich von Spanheim die Herzogswürde in Kärnten. Neben dem Herzogtum erlangte Heinrich auch die Herrscherrechte über die Markgrafschaft Verona. Diese war mit dem Herzogtum Kärnten nun per Personalunion verbunden. Jeder amtierende Herzog Kärntens war nun ebenso Markgraf von Verona.
1123, nach nur einem Jahr als Herzog, verstarb Heinrich IV. Ihm folgte sein jüngerer Bruder Markgraf Engelbert II. von Istrien. Jedoch blieb auch Engelbert nicht lange Herzog, da er bereits 1135 zugunsten seines Sohnes Ulrich I. verzichtete.
Eine fundierte Machtbasis blieb den Spanheimern versagt, da das reiche Erbe der Eppensteiner 1122 und auch das Erbe von Engelberts Bruder Bernhard von Trixen, dem Gründer des Zisterzienserklosters Viktring 1142, 1147 an die Traungauer fielen. Istrien und die Markgrafschaft Tuszien (1135 erworben) gingen verloren.
Herzog Ulrich I. galt ab 1138 als Staufer-Stütze und hatte während seiner Regierungszeit durchgehend Streit mit den großen Kärntner Adelsfamilien und den Bischöfen von Salzburg und Bamberg. Nach seinem Tode folgte ihm sein ältester Sohn Heinrich V. als Herzog. Unter Heinrichs Amtszeit ging 1151 die Markgrafschaft Verona verloren, welche bisher in Personalunion mit der Herzogswürde in Kärnten verbunden war. So verlor das Herzogshaus immer mehr an Macht. Im Dienste seines Staufer Kaisers Friedrich Barbarossa ertrank er im Jahre 1161 auf einer Reise.
Ihm folgte sein Bruder Hermann, dessen Amtszeit durch Konflikte mit den Heunburgern und den Kärntner Ortenburgern gekennzeichnet war. Nach seinem Tod im Jahre 1181 wurde Ulrich II. neuer Herzog. Dieser war zu Beginn seiner Amtszeit noch nicht volljährig, sodass er erst 1194 die Regierungsgeschäfte übernahm. Aufgrund schwerer Krankheit ab 1198 vertrat ihn sein Bruder Bernhard. Dieser wurde nach Ulrichs Tod im Jahre 1202 auch dessen offizieller Nachfolger. Bernhard förderte in Kärnten stets den Handel und war stets bestrebt seine Ländereien zu erweitern. Ihm gelang es endlich die herzogliche Stellung der Spanheimer in Kärnten zu festigen. Im Jahre 1234 gründete er das Zisterzienserkloster Landstraß (slowenisch: Kostanjevica) in Krain.
1256 folgte ihm sein ältester Sohn Ulrich III. († 1269) als Herzog. Dieser gelangte durch seine Frau Agnes von Andechs († 1263) in den Besitz großer Güter in Krain und der Windischen Mark und nannte sich Herr von Krain. Er vermachte seinem Cousin Ottokar II. von Böhmen seine Nachfolge und ließ seinen jüngeren Bruder Philipp, Elekten von Salzburg, späteren Patriarchen von Aquileia, leer ausgehen. Ulrich verstarb 1269 kinderlos. Sein Bruder Philipp († 1279) kämpfte vergeblich gegen den böhmischen König um das Erbe Ulrichs. Dies bedeutete das Ende der Kärntner Herzöge aus dem Hause der Spanheimer. So erlosch die Herzogslinie faktisch im Jahre 1269, obwohl Philipp nominell ab 1275 Kärntner Herzog war. Mit dessen Tod erlosch diese Linie des Hauses Spanheim endgültig.

### Reichsgräfliches Haus von Ortenburg

Wappen des Zweiges der Reichsgrafen von Ortenburg

Wappen des pfalzgräflichen Seitenzweiges des Hauses Ortenburg. Ist heute Teil des Staatswappens von Bayern und steht für Altbayern.

Engelbert II. erlangte durch seine Ehe mit der reichen Erbtochter Uta des Passauer Burggrafen Ulrich große Besitzungen in Ober- und Niederbayern. Schon früh teilte er diese Besitzungen unter seinen Söhnen auf.
Engelbert III. erhielt dabei die Besitzungen im Chiemgau und im Rottal, während Rapoto I. große Besitzungen nördlich Kraiburgs erhielt. Rapoto ließ sich um das Jahr 1120 in der Ortenberger Gegend nieder (alter Name Ortenberg, später Ortenburg), wo er die gleichnamige Feste Ortenburg errichtete. Nachdem Engelbert III. 1173 kinderlos verstorben war, erbte Rapoto dessen bayerische Besitzungen mit der Grafschaft Kraiburg. Diese stellten fortan das Kernland der Ortenburger Besitzungen dar.
1209 erlangte Rapotos ältester Sohn Rapoto II. die Pfalzgrafenwürde von Bayern, die zweitwichtigste Stelle im Herzogtum Bayern. Bis zum Tod des zweiten ortenburgischen Pfalzgrafen Rapoto III. im Jahre 1248 war das Haus das mächtigste bayerische Adelshaus.
Die Ortenburger Besitzungen reichten vom Brixental und Kitzbühel über einen weiten Bogen über das ostbayerische Land bis hinauf nach Tirschenreuth in der Oberpfalz. Sie waren sogar bedeutend größer als die der bayerischen Herzöge aus dem Hause der Wittelsbacher.
Da die Ortenburger ihre Besitztümer weitgehend selbstständig verwalteten, waren sie bis 1240 auf bestem Wege, vom Kaiser zu einem unabhängigen Herzogtum von Bayern erhoben zu werden. Dies führte zu wiederholten Konflikten mit den Nachbarn.
Nach dem Tod Rapotos III. verloren die Ortenburger den Großteil ihrer Macht, die Pfalzgrafenwürde und die Besitzungen im Chiemgau und Rottal gingen dabei verloren. Ebenso verlor das Haus durch Heinrich II., welcher den Großteil seines Besitzes verschenkte, an Ansehen. Ebenso gaben die Ortenburger im Jahre 1391 ihre Reichsrechte zeitweise auf. Die Grafschaft war bald auf die Größe der heutigen Marktgemeinde Ortenburg geschrumpft.
Im Jahre 1530 kam es unter Graf Christoph aufgrund eines Erbstreites mit Graf Gabriel von Salamanca-Ortenburg um die Kärntner Grafschaft Ortenburg zu einer Namensumbenennung des Geschlechtes von Ortenberg nach des älteren Geschlechtes Graf von Ortenburg.
Bis ins Jahr 1551 stieg das Ansehen und die Macht der Ortenburger wieder, sodass das Haus unter Graf Christoph I. wieder zu den reichsten in Niederbayern gehörte.
1551 wurde Joachim regierender Graf. Dieser wurde im Laufe der Zeit bekennender Anhänger der lutherischen Lehre und führte in seiner Grafschaft den protestantischen Glauben ein. Dies führte zu einem jahrzehntelangen Konflikt mit den Nachbarn, den bayerischen Herzögen. Dieser Streit schwächte das Ortenburger Haus wieder immens. Jedoch wurde 1573 vor dem Reichskammergericht ihre Reichsunmittelbarkeit bestätigt, d. h. die Grafschaft blieb bis zu ihrem Ende reichsfrei und unabhängig.
Im 17. Jahrhundert waren die Ortenburger anfangs nur formell Grafen, da die Grafschaft durch Graf Joachim an dessen Witwe verpfändet war. Erst Graf Georg Reinhard gelang es sie 1659 wieder auszulösen.
Nachdem die Grafschaft und das Geschlecht die napoleonischen Kriege als neutral überstanden hatte, tauschte Graf Joseph Carl im Jahre 1805 die Grafschaft aufgrund der hohen Schulden seines Geschlechtes gegen die neu geschaffene Grafschaft Tambach ein. Seither lebt das Ortenburger Geschlecht auf Schloss Tambach nahe Coburg.

### Gräfliches Haus von Lebenau
Über die Grafen von Lebenau ist bis heute nur wenig bekannt. Sitz des Geschlechtes war auf der alten aribonischen Burg Lebenau im Salzburger Gau, auch Liebenau genannt. Die Besitzungen an der Salzach kamen aus der Ehe Siegfrieds I. mit Richgard. Die Burg gab dem Seitenzweig der Spanheimer auch den Namen des Geschlechts, Grafen von Lebenau.
Als Begründer dieses Seitenzweiges in Bayern gilt Siegfried I., zweiter Sohn Engelberts I. Neben Zeugenstellungen in manchen Urkunden seiner Brüder tritt Siegfried kaum in Erscheinung. Sein Nachfolger wird im Jahre 1132 sein jüngster Sohn, Siegfried II. Dieser reiste 1163 als Kreuzfahrer nach Palästina, wo er ein Jahr später fiel.
Sein ältester Sohn Siegfried III. folgte ihm als regierender Graf. Auch über seine Regierungszeit ist wenig bekannt. Nur dass er 1190 am dritten Kreuzzug teilnahm und ebenso wie sein Vater zuvor dabei ums Leben kam. Otto I., sein Bruder, folgte ihm als amtierender Graf von Lebenau. Über dessen Regierungszeit ist nichts bekannt.
Ottos Nachfolger wurde sein jüngster Sohn Bernhard. Dieser verstarb 1229 kinderlos und wurde wie all seine Vorfahren im Kloster Seeon beigesetzt. Mit ihm starb die Linie der Grafen von Lebenau aus. Ihre Besitzungen in Kärnten fielen an die Grafen von Pfannberg, die Grafschaft Lebenau selbst an Herzog Ludwig I. von Bayern. Warum jedoch weder die Kärntner Herzöge noch die Grafen von Ortenburg versuchten, die Besitzungen an sich zu bringen, ist unbekannt. Lediglich die Vogteirechte sicherte sich Pfalzgraf Rapoto II. von Bayern.

### Gräfliches und fürstliches Haus Sayn-Wittgenstein

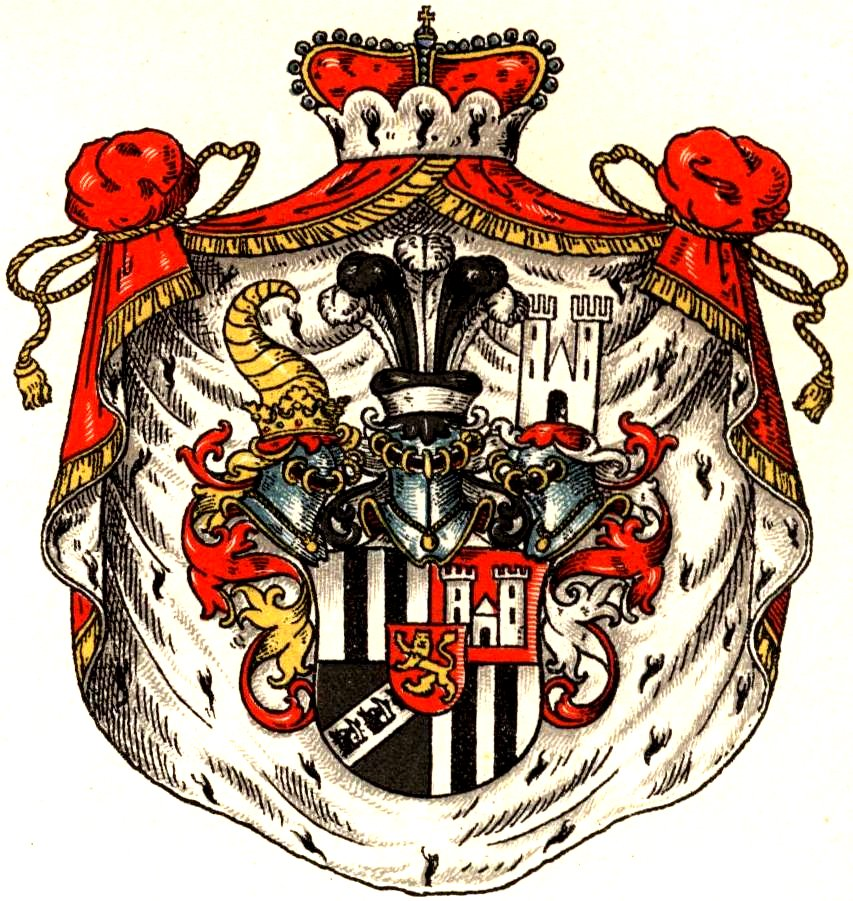
Haus Sayn-Wittgenstein

Gottfried III. von Sponheim (* vor 1183; † 1218) heiratete 1202 Adelheid von Sayn († 1263), eine der beiden Schwestern und Erbinnen des letzten Grafen von Sayn, Heinrich III. Nach dessen Tod 1246/47 fielen Teile der Grafschaft Sayn an Gottfrieds Sohn Johann I., den Begründer der Linie Sponheim-Starkenburg, sein Bruder Heinrich I. von Heinsberg begründete die Linie Sponheim-Heinsberg und der jüngste Bruder, Simon I., die Linie Sponheim-Kreuznach.
Johann I. von Sponheim-Starkenburg hatte einen Sohn Gottfried I. (1266–1284), unter dessen Söhnen 1294 eine Erbteilung stattfand: Johann II. erbte die Grafschaft Sayn und begründete die Linie der Grafen von Sayn-Sayn; sein Bruder Engelbert I. erbte Vallendar und aus mütterlichem Erbe die Herrschaft Homburg mit Schloss Homburg und begründete die Linie der Grafen von Sayn-Homburg. Die letztere Linie erbte 1361 die Grafschaft Wittgenstein und begründete damit das gräfliche Haus Sayn-Wittgenstein, das sich 1605 in die drei Linien Sayn-Wittgenstein-Berleburg, Sayn-Wittgenstein-Hohenstein und Sayn-Wittgenstein-Sayn teilte. Erstere wurde 1792, die zweite 1801 zu Reichsfürsten erhoben. Die beiden Fürstentümer wurden jedoch 1806 an das Großherzogtum Hessen-Darmstadt mediatisiert und kamen 1815 an Preußen; danach gehörten die Linien des Hauses Sayn-Wittgenstein (wie die Ortenburger) zu den Standesherren des Deutschen Bundes. Das fürstliche Haus blüht in seiner Berleburger Linie (die auch das Erbe der Hohensteiner und Sayner Linien antrat) bis heute.

## Dynasten und Persönlichkeiten aus dem Gesamthaus der Spanheimer

### Herzöge von Kärnten
- Heinrich IV. (1122–1123)
- Engelbert (1123–1135)
- Ulrich I. (1135–1144)
- Heinrich V. (1144–1161)
- Hermann (1161–1181)
- Ulrich II. (1181–1202)
- Bernhard (1202–1256)
- Ulrich III. (1256–1269)
- Philipp von Spanheim (1275–1279, nominell)

### Grafen von Sponheim
- Liste der Grafen zu Sponheim

#### Nebenlinien des rheinischen Zweigs

##### Linie Bolanden-Dannenfels
Heinrich I. von Sponheim-Bolanden, Sohn des Grafen Simon I. von Sponheim-Kreuznach, heiratete um 1277 Kunigunde von Bolanden, die 1286 große Teile des väterlichen Besitzes erbte. So konnte er eine eigene Familienlinie begründen. Der Besitz lag im heutigen Donnersbergkreis und umfasste u. a. Burg Tannenfels, Dannenfels und Kirchheimbolanden. Mit Heinrich II. von Sponheim-Bolanden starb dieser Zweig 1393 aus und das Erbe fiel an das Haus Nassau.

##### Linie Heinsberg
Heinrich von Sponheim, Sohn Gottfrieds III., der durch seine Gattin Agnes von Heinsberg (nördlich von Aachen) die Herrschaft Heinsberg erhielt, begründete die Geschlechter der Herren von Heinsberg, Grafen von Loon und Blankenheim (bis 1469) und der Herren von Löwenburg im Siebengebirge (bis Ende des 14. Jahrhunderts).

##### Linie Neef
Eberhard von Sponheim (Vordere Grafschaft) heiratete um 1292 eine Frau aus dem Geschlecht der Truchsesse von Alzey. Er hatte einige Anteile der Vorderen Grafschaft erhalten, darunter auch Burg und Herrschaft Neef an der Mosel. Die Linie stirbt bereits 1351 aus und Burg Neef geht an Kurtrier verloren.

##### Linie Sayn
Graf Heinrichs III. von Sayn Schwester Adelheid war mit Gottfried III. von Sponheim verheiratet. Beider Enkel Gottfried I. ist Stammvater einer zweiten Grafenfamilie Sayn.
Von dieser Linie stammen die Linien Sayn-Sayn und Sayn-Wittgenstein (weiterlebend).

### Markgrafen der Ungarnmark, der Windischen Mark, von Istrien, Tuscien und Verona
- Siegfried I., Markgraf der Ungarnmark (1045–1065)
- Engelbert I., Markgraf von Istrien (1090–1096)
- Engelbert II., Markgraf von Istrien (1096–1124)
- Engelbert III., Markgraf von Istrien (1124–1173), Markgraf von Tuscien (1135–1136)
- Heinrich IV., Markgraf von Verona (1122–1123)
- Engelbert, Markgraf von Verona (1123–1135)
- Ulrich I., Markgraf von Verona (1135–1144)
- Heinrich V., Markgraf von Verona (1144–1151)
- Bernhard von Trixen, Markgraf der Windischen Mark (ungesichert)

### Pfalzgrafen von Bayern
- Rapoto II. von Bayern (1209–1231)
- Rapoto III. von Bayern (1231–1248)

### Grafen von Ortenburg
- Liste der regierenden Grafen von Ortenburg

### Grafen von Lebenau
- Liste der regierenden Grafen von Lebenau

### Grafen und Fürsten zu Sayn-Wittgenstein
- Liste der Regenten von Wittgenstein

### Weitere wichtige Persönlichkeiten
- Hartwig von Spanheim († 17. Juni 1102), Erzbischof von Magdeburg (1079–1102)
- Hartwig I. von Spanheim († 3. März 1126), Bischof von Regensburg (1105–1126)
- Jutta von Sponheim († 22. Dezember 1136), Klausnerin und Selige, Lehrmeisterin der Hl. Hildegard von Bingen
- Hugo von Sponheim († 1. Juli 1137), Erzbischof von Köln
- Hartwig II. von Spanheim († 1164), Bischof von Regensburg (1155–1164)
- Joachim von Ortenburg (1551–1600); führte 1563 in seiner reichsfreien Grafschaft die Reformation ein

## Genealogie

### Herzogliche Linie und Grafen von Spanheim
- Siegfried I. († 1065) Graf im Pustertal, Markgraf der Ungarischen Mark
  - A: Hermann I. († 1118), Burggraf von Magdeburg (1080–1118)
    - B: Richardis († 1151), ⚭ Rudolf I. von Stade († 1124)

  - A: Hartwig († 1102), Erzbischof von Magdeburg (1079–1102)
  - A: Engelbert I. († 1096), Graf im Kraichgau (ab 1065), Graf im Pustertal (bis 1091), Markgraf von Istrien (1090–1096), Vogt von Salzburg (vor 1093 bis 1096?)
    - B: Bernhard von Trixen (X 1147), Graf von Trixen
    - B: Richardis († um 1112), ⚭ 1 Berthold I. von Schwarzenburg, ⚭ 2 Poppo II. (Istrien), ⚭ 3 Gebhard I. von Dießen
    - B: Heinrich IV. († 1123), Herzog von Kärnten (1122–1123)
    - B: Engelbert (II.) († 1141), Markgraf von Istrien (1103–1134), Herzog von Kärnten (1123–1135)
      - C: Ulrich I. († 1144), Herzog von Kärnten (1135–1144)
        - D: Heinrich V. († 1161), Herzog von Kärnten (1144–1161)
        - D: Hermann (II.) († 1181), Herzog von Kärnten (1161–1181)
          - E: Ulrich II. (* um 1176; † 1202), Herzog von Kärnten (1181–1202)
          - E: Bernhard (II.) (* um 1180; † 1256), Herzog von Kärnten (1202–1256)
            - F: Ulrich III. (* um 1220; † 1269), Herzog von Kärnten (1256–1269), 1248/51 ⚭ I. Agnes von Andechs († 1263), Erbin von Krain und der Windischen Mark, ⚭ II. Agnes von Baden (Babenbergerin)
              - G: Heinrich († 1257/63)
              - G: Agnes († früh)

            - F: Bernhard († vor 1249), Graf zu Lebenau
            - F: Philipp († 1279), Elekt von Salzburg (1247–1257), Patriarch von Aquileia (1269–1271), nominell Herzog von Kärnten (1275–1279)
            - F: Margarete († vor 1249)

        - D: Ulrich († vor 1161), Graf von Laibach
        - D: Gottfried († vor 1144), Mönch

      - C: Engelbert III. († 1173), Markgraf von Istrien (1124–1173), Markgraf von Tuszien
      - C: Heinrich († 1169), Bischof von Troyes (1145–1169)
      - C: Rapoto I. († 1186), Graf von Ortenburg, Ahnherr der Grafen von Ortenburg
      - C: Adelheid († um 1178), Äbtissin von Göss
      - C: Hartwig II. († 1164), Bischof von Regensburg (1155–1164)
      - C: Mathilde († 1160/61)

    - B: Siegfried I. († 1132), Graf von Arch, Graf von Lebenau, Ahnherr der Grafen von Lebenau
    - B: Hartwig I. († 1126), Bischof von Regensburg (1105–1126)

Für manche Forscher galt Engelbert III. (statt Ulrich I.) als Ahnherr der weiteren Linie.

### Grafen von Sponheim (unvollständig)

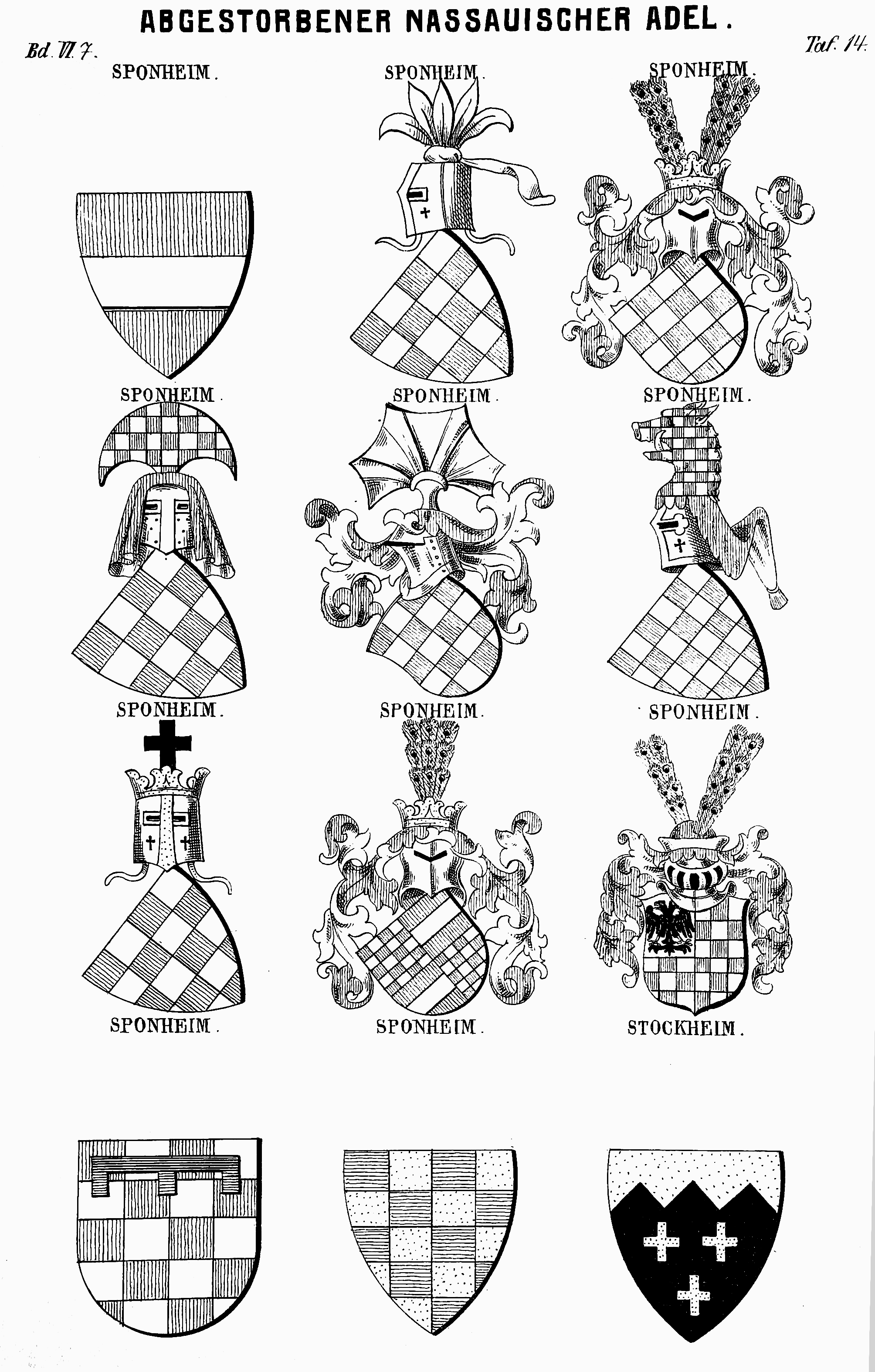
Frühe Wappen der Grafen von Sponheim im Neuen Siebmacher Wappenbuch von 1882

- Stephan I. († ca. 1080), (gesichert ein Vetter von Siegfried I.), Graf von Sponheim (, ), ⚭ N.N., möglich Schwester des Grafen Berthold IV. von Stromberg (Berthold-Bezelin)
  - A: Stephan II. († ca. 1118), Graf von Sponheim, ⚭ Sophia, wahrscheinlich Sophia von Formbach, deutsche Gegenkönigin (), jedoch vielleicht Sophia von Hamm, Tochter des Grafen Berthold
    - B: Meginhard († 1136), Graf von Sponheim und Mörsberg (Winterthur), ⚭ Mechtild von Mörsberg-Nellenburg ()
      - C: Gottfried I. († nach X.1159), Graf von Sponheim, ⚭ N.N., möglich Mechtild von Lothringen
        - D: Gottfried II. († ?), Graf von Sponheim, ⚭ N.N., möglich Tochter des Grafen Gerlach von Veldenz
          - E: Gottfried III. († 1223), Graf von Sponheim (), ⚭ Adelheid, Schwester des Grafen Heinrich III. von Sayn
            - F: Johann I. († 1266), Graf von Sponheim-Starkenburg, Herr zu Sayn, ⚭ Adelheid von Mark-Altena, Tochter des Grafen Adolf I. () oder N.N. von Geldern, Tochter des Grafen Otto I. (Schwennicke (E.S. N.F. IV 119)) oder N.N. von Altena-Isenberg, Tochter des Grafen Friedrich ()
              - G: Gottfried I. († ca. 1284), Graf von Sayn, ⚭ Jutta von Isenburg
              - G: Heinrich I. († 1289), Graf von Sponheim-Starkenburg, ⚭ Blancheflor von Jülich
                - H: Johann II. († 1324), Graf von Sponheim-Starkenburg, ⚭ Katharina von Vianden
                  - I: Heinrich II. († 1322), Graf von Sponheim-Starkenburg, ⚭ Loretta von Salm
                    - J: Johann III. († 1398), Graf von Sponheim-Starkenburg
                      - K: Johann IV. († 1411), Graf von Sponheim-Starkenburg, ⚭ Elisabeth von Sponheim-Kreuznach († nach 1395)
                        - L: Johann V. († 1437), Graf von Sponheim-Starkenburg

                      - K: Mechtild († 1407/10), ⚭ Rudolf VI. von Baden – Nachkommen führten u. a. die Bezeichnung „Graf zu Sponheim“
                      - K: Loretta († ?), ⚭ Heinrich III. von Veldenz
                        - L: Friedrich III. († 1444), Graf zu Veldenz und Sponheim, ⚭ Margarethe von Nassau-Saarbrücken
                          - M: Anna († 1439), ⚭ Stefan von Pfalz-Simmern-Zweibrücken – Nachkommen führten u. a. die Bezeichnung „Graf zu Sponheim“

            - F: Heinrich († um 1258), Stammvater einer Linie Heinsberg, ⚭ Agnes von Heinsberg
            - F: Simon I. († 1264), Graf von Sponheim-Kreuznach
              - G: Johann I. († 1291), Graf von Sponheim-Kreuznach
                - H: Johann II. († 1340), Graf von Sponheim zu Kreuznach
                - H: Simon II. († 1336), Graf von Sponheim zu Kastellaun
                  - I: Walram († 1380), Graf von Sponheim-Kreuznach
                    - J: Simon III. († 1414), Graf von Sponheim-Kreuznach und von Vianden
                      - K: Elisabeth († 1417), Gräfin von Sponheim-Kreuznach, ⚭ Ruprecht Pipan von der Pfalz (kinderlos)

                    - J: Elisabeth von Sponheim-Kreuznach († nach 1395), ⚭ Johann IV. von Sponheim-Starkenburg († 1411)

              - G: Heinrich I., Gründer der Linie Sponheim-Bolanden-Dannenfels ⚭ Kunigunde von Bolanden
                - H: Philipp, Graf von Sponheim-Bolanden ⚭ Lisa (Elisabeth) von Katzenelnbogen
                  - I: Heinrich II. von Sponheim-Bolanden († 1393) ⚭ Adelheid von Katzenelnbogen
                    - J: Elisabeth von Sponheim-Bolanden († 1381) ⚭ Kraft IV. von Hohenlohe-Weikersheim

        - D: N.N. († um 1159/60), ⚭ Konrad der Staufer, Pfalzgraf bei Rhein

    - B: Gerhard I. († ?), Stammvater einer Linie Vianden, ⚭ N.N., möglich Tochter des Grafen Bertolf von Vianden
    - B: Rudolf († ?), ⚭ Richarda N.
    - B: Hugo († 1137), Erzbischof von Köln
    - B: Jutta († 1136), Äbtissin von Disibodenberg

### Reichsgrafen von Ortenburg
Ortenburger Ursprungszweig und der Pfalzgräfliche Zweig
- Rapoto I. († 26. August 1186), Graf von Ortenburg (1120–1186), ⚭ Elisabeth von Sulzbach († 23. Januar 1206)
  - A: Rapoto II. († 19. März 1231), Pfalzgraf von Bayern (1209–1231), Graf von Kraiburg und Marquartstein (1186–1231), ⚭ Udilhild, Gräfin von Dillingen
    - B: Rapoto III. († 4. Juni 1248), Pfalzgraf von Bayern (1231–1248), Graf von Kraiburg und Marquartstein (1231–1248), ⚭ Adelheid, Gräfin von Zollern († 19. Oktober 1304), Tochter von Konrad I. von Nürnberg
      - C: Elisabeth

    - B: Elisabeth († 29. Dezember 1274), ⚭ Friedrich II., Landgraf von Leuchtenberg
    - B: N.N., Tochter, ⚭ Ludwig IV., Graf von Oettingen

  - A: Adelheid
  - A: Mathilde, ⚭ Konrad II., Graf von Valley
  - A: Elisabeth, ⚭ Gero II., Graf von Heunburg
  - A: Heinrich I. († 1241), Graf von Ortenburg (1186–1241), Graf von Murach (1186–1238), ⚭ 1. Ehe: Juta Přemyslovna, böhmische Prinzessin, 2. Ehe Richza (Richgard) († 10. August 1266), Markgräfin von Hohenburg
    - B: Elisabeth († 1272), ⚭ Gebhard IV. († 1279), Landgraf von Leuchtenberg
    - B: Heinrich II. († 1257), Graf von Ortenburg (1241–1257)
    - B: Anna, ⚭ Friedrich IV. († 30. August 1274), Graf von Truhendingen
    - B: Osanna († 1289), ⚭ Konrad von Ehrenfels
    - B: Gebhard († 1275), Graf von Ortenburg (1257–1275), Graf von Murach (1238–1272)
    - B: Rapoto IV. († 19. November 1296), Graf von Murach (1238–1272), Graf von Ortenburg (1275–1296), ⚭ Kunigunde, Tochter Diethalms von Bruckenberg
      - C: Heinrich III. († 1345), Graf von Ortenburg (1296–1345), ⚭ Adelheid († vor 1335), Gräfin von Schaunberg, ⚭ Sophia, Gräfin von Henneberg-Aschach
        - D: Heinrich IV. († 8. April 1395), Graf von Ortenburg gesessen zu Dorfbach (1345–1395), ⚭ Agnes von Hals
          - E: Erasmus
          - E: Alram I. († vor 1399), Graf von Ortenburg, ⚭ NN von Chamerau, ⚭ Barbara von Rottau († 17. August 1388), ⚭ Anna
            - F: Ulrich I. († 19. November 1455), Domherr zu Passau und Regensburg, später Propst zu Passau und Mattsee
            - F: Amalia, ⚭ NN Graf von Moy
            - F: Elisabeth († 2. November 1447)
            - F: Alram II. († 1460), Graf von Ortenburg (1444–1460), ⚭ Agnes von Waldburg († 10. Januar 1460)
              - G: Veronika († 31. Oktober 1461), ⚭ Wolfgang V. von Walsee zu Enns

          - E: Hadwig († 29. Juni 1394), ⚭ Thesaurus I. von Fraunhofen († 28. September 1394)
          - E: Georg I. († vor 1422), Graf von Neu-Ortenburg, ⚭ Siguna von Buchberg
            - F: Heinrich V., Graf von Neu-Ortenburg († 1449), ⚭ Ursula Ecker zu Saldenburg († 1436), ⚭ Elisabeth von Törring († 1487)
              - G: Sibylla († 1475), ⚭ Konrad II. von Heideck († 1471)
              - G: Georg II. († vor Februar 1489), Graf von Ortenburg (1460–1488), ⚭ Anastasia von Fraunberg († 1502)
              - G: Magdalena († 1508), ⚭ 1470 Ulrich I. von Starhemberg auf Sprinzenstein, Lobenstein u. Dachsberg, kaiserlicher Rat, Hauptmann und Pfleger zu Freistadt († 1. September 1477)
              - G: Sebastian I. (* August 1434; † 11. November 1490), Graf von Ortenburg (1489–1490), ⚭ Maria, Gräfin zu Neuburg, führt weitere Linie fort
              - G: Siguna († 1489), ⚭ Burian von Guttenstein († 1489)

            - F: Oswald, Domherr und Generalvikar zu Salzburg († 3. Juni 1450)

          - E: Johann I., Domherr zu Passau und päpstlicher Kaplan († 1396)
          - E: Etzel I. († 17. Mai 1446), Graf von Alt-Ortenburg, ⚭ Katharina von Anserweiler, ⚭ Siguna von Rohrbach
            - F: Margarethe († 19. April 1448), ⚭ Heinrich III. Notthaft zu Wernberg († 26. November 1471)

      - C: Liutgard, ⚭ Hartmann II., Graf von Wartstein

    - B: Diepold († August 1285), Graf von Murach (1238–1272)

### Grafen von Lebenau
- Siegfried I. († 6. Mai 1132), Graf von Arch, Graf von Lebenau (1104–1132), Ahnherr der Grafen von Lebenau
  - A: Friedrich, Graf von Hohenburg
  - A: Siegfried II. († 23. August um 1163), Graf von Lebenau (1132–1164)
    - B: Siegfried III. († 12. März 1190), Graf von Lebenau (1164–1190)
    - B: Otto I. († 8. März 1205), Graf von Lebenau (1190–1200)
      - C: Siegfried IV. († 17. Dezember 1210)
      - C: Bernhard I. († 17. April 1229), letzter Graf von Lebenau (1200–1229)
      - C: NN, unbekannte Tochter, ⚭ Ulrich I. von Peggau († 1249)

  - A: Bertha